# ITunes Festival: London - Elisa (Live)
iTunes Festival: London - Elisa (Live) è un album dal vivo di Elisa, pubblicato esclusivamente su iTunes in occasione dell'iTunes Music Festival, una lunga manifestazione che si è tenuta nel 2007 per tutto il mese di luglio all'Istituto di Arte Contemporanea di Londra.
Sul palco si sono esibiti oltre sessanta tra gruppi musicali e artisti internazionali, tra cui Mika, Amy Winehouse, Travis, Groove Armada, Stereophonics e i Crowded House, e alcune delle performance dei vari artisti sono state registrate e pubblicate nel famoso negozio virtuale.

## Tracce
Testi e musiche di Elisa Toffoli, eccetto dove indicato.
1. Stay – 4:46
2. The Waves – 4:04
3. Una poesia anche per te – 4:50
4. Stranger – 4:07
5. Swan – 4:47 (musica: Elisa Toffoli, Michele Centonze)
6. Broken – 4:29
7. Dancing – 5:02
8. Rainbow – 4:38
9. Gli ostacoli del cuore – 4:38 (Luciano Ligabue)
10. Wild Horses – 6:09 (Mick Jagger, Keith Richards)